# Leptodesmus similis
Leptodesmus similis är en mångfotingart som beskrevs av Kraus 1954. Leptodesmus similis ingår i släktet Leptodesmus och familjen Chelodesmidae. Inga underarter finns listade i Catalogue of Life.